# Q1 (зграда)
Торањ Q1 (скраћено за Queensland Number One) облакодер је висок 322,5 метара у Гоулд Коусту, Квинсленд, у Аустралији. Овај стамбени торањ био је највиша стамбена зграда на свету од 2005. до 2011. године. Торањ је тренутно највиша зграда у Аустралији и Јужној хемисфери. Q1 је званично отворен у новембру 2005.
Знаменита зграда је препозната као једна од икона Квинсленда током прославе 150. рођендана ове аустралијске државе.

## Висина
Висок 322,5 метара и са висином крова од 245 метара, Q1 се квалификује као седма највиша свеукупна стамбена зграда на свету када се мери до врха његове структурне тачке, рангиран испод Мелбурнове Аустралије 108 (висина крова од 316,7 метара) и Торња Еурека (висина крова од 297,3 метара), мерено висином крова и највишим спратом за становање. Међутим, према систему рангирања који је развио Савет за високе зграде и урбано станиште са седиштем у САД, главни критеријум према којем су зграде рангиране је висина врха торња, квалификујући Q1 као виши.
Када је Q1 завршен, претекао је Торањ 21. века (енгл. 21st Century Tower) у Дубаију, у Уједињеним Арапским Емиратима, и постао највиши стамбени торањ на свету. Од децембра 2011. налази се међу 50 највиших зграда на свету када се мери до његове структурне тачке, тако доминирајући изгледом Гоулд Коуста, а најближе зграде висини Q1 су Северни торањ Circle on Cavill-а, висок 220 метара, и зграда Soul од 243 метара.

## Дизајн и конструкција
Торањ је дизајнирала фирма SDG & The Buchan Group, а његов облик надахнули су олимпијски пламен у Сиднеју 2000. и Сиднејска опера. Име је добио у част члановима аустралијског веслачког олимпијског тима из 1920-их — Q1.
Концепт се заснивао на студијама ветра, кретања и напона, у којима се низ трака концентрично омотава око спољне стране куле и лебди изнад подручја улазне плазе, пружајући покривач и хлад. Напон у покрету и слободна форма изражени су постепеним увртањем трака пресвучених алуминијумом док се крећу око зграде. Резултат је продајни део налик галерији на отвореном испод застакљене траке и закривљена фасада до ивица улице.
Пројекат је развила компанија Sunland Group, а изградила фирма Sunland Constructions. Зграда је добитница сребрне награде за Емпорисов небодер године из 2005, када је прву награду добио Тернинг торсо у Шведској.
Q1 је завршен крајем 2005. године. Његова главна разлика у односу на друге високе зграде у околини јесте његов стаклени глатки изглед. Предворје лифта је подељено у две групе брзих лифтова. Четири лифта великих брзина опслужују нивое од Б2 до нивоа 42. Три одвојена брза лифта опслужују нивое од 43. до пентхауса на нивоу 74.
Зграду подупире 26 шипова, сваки пречника два метра (шест тачака и шест стопа), који се протежу 40 метара у земљу пролазећи кроз до четири метра чврсте стене. Торањ садржи једнособне, двособне и трособне јединице. Грађевински објекти обухватају два базена у облику лагуне, базен на крилу, теретану, мало позориште, плесну дворану и спа центар.
Пријава за изградњу шеталишта око спољашности 78. нивоа поднета је Градском већу Гоулд Коуста средином 2010. године.

## Награде
Године 2009, у оквиру прославе Q150, Q1 је најављен као једна од икона Q150 у Квинсленду због своје улоге као „грађевински и инжењерски подвиг”.

## Видиковац
SkyPoint, раније познат као QDeck, видиковац је на 77. и 78. нивоу. То је једини аустралијски видиковац у близини плаже и има места за 400 људи. Издиже се на 230 метара изнад плаже Сурферски рај, пружајући гледаоцима поглед на Бризбејн на северу, залеђе Гоулд Коуста на западу, Бајрон Беј, Нови Јужни Велс, на југу и Тихи океан на истоку. Експресни лифт до видиковца путује 77 спратова за 43 секунде.

## Стање зграде
Године 2009, појавили су се извештаји о запуштености и лошим условима зграде. Пилинг боја која је открила зарђали челик изнутра и споља, као и разбијени стаклени панели, међу видљивим су проблемима. Управа за грађевинске услуге потврдила је да је примила жалбе у вези са зградом. Северно степениште је оцењено као неисправно због система притиска на степеништу који не испуњава минималне захтеве за протоком ваздуха током ванредне пожарне ситуације. Управа за грађевинске услуге затражила је од градитеља Q1 да отклоне проблем у јулу 2010.

## Догађаји
Q1 је коришћен као место за покретање ватромета током новогодишњих прослава. Зграда је једно од најпопуларнијих одредишта за ученике који славе недељу школа, упркос тврдњама благајника корпоративног одбора да се већина власника станова у згради противила њиховом боравку.
Дана 28. марта 2007, два BASE скакача извршила су рано ујутру незаконит скок из стана са северне стране. Падобранци су проглашени кривим на суду у Саутпорту и кажњени са 750 аустралијских долара без евидентирања осуђујуће пресуде.
С 270 метара, успон SkyPoint на Q1 је највиши спољни успон на неку зграду у Аустралији.
Q1 већ неколико година одржава годишњу манифестацију успона уз степенице. Неизвесно је да ли ће се овај догађај одржати 2020. године.

## Галерија
- Поглед на север са видиковца
- Поглед на југ дуж обалу
- Ноћни поглед на север
- Поглед на запад
- Сурферски рај, Гоулд Коуст